# MCR Phoenix Automotive
MCR Phoenix Automotive Limited war ein britischer Hersteller von Automobilen.

## Unternehmensgeschichte
Das Unternehmen aus Tenbury Wells in der Grafschaft Worcestershire vertrieb Fahrzeuge von KVA Cars. 1984 begann die Produktion von Automobilen und Kits. Der Markenname lautete MCR. 1987 endete die Produktion. Insgesamt entstanden etwa sieben Exemplare.

## Fahrzeuge
Das einzige Modell war der Phoenix. Er war eine Nachbildung des Ford GT 40. Im Angebot standen sowohl Komplettfahrzeuge als auch Bausätze.